# Messier 7
Messier 7 hay M7, còn gọi là NGC 6475 và đôi khi là cụm sao Ptolemy, là một cụm sao phân tán gồm các ngôi sao trong chòm sao Thiên Yết (Scorpius).
Cụm sao này dễ dàng phát hiện bằng mắt thường, nằm gần với "ngòi" của con bò cạp Scorpius. Nó đã được biết đến trong thời cổ đại; lần đầu tiên được nhà thiên văn thế kỷ 1 là Ptolemy ghi nhận, và ông đã miêu tả nó như là một tinh vân vào năm 130. Giovanni Batista Hodierna đã quan sát nó trước năm 1654 và đếm được 30 ngôi sao trong nó. Charles Messier lập danh lục cụm sao này năm 1764 và sau đó đưa nó vào danh sách các thiên thể tương tự sao chổi của ông, gọi là 'M7'.
Các quan sát viễn vọng với cụm sao này phát hiện khoảng 80 ngôi sao trong một trường quan sát 1,3° bề rộng. Với khoảng cách ước tính cho cụm sao này là 800-1.000 năm ánh sáng thì nó tương ứng với đường kính thực tế khoảng 18-25 năm ánh sáng. Độ tuổi của cụm sao này khoảng 220 triệu năm trong khi ngôi sao sáng nhất có cấp sao biểu kiến bằng 5,6.

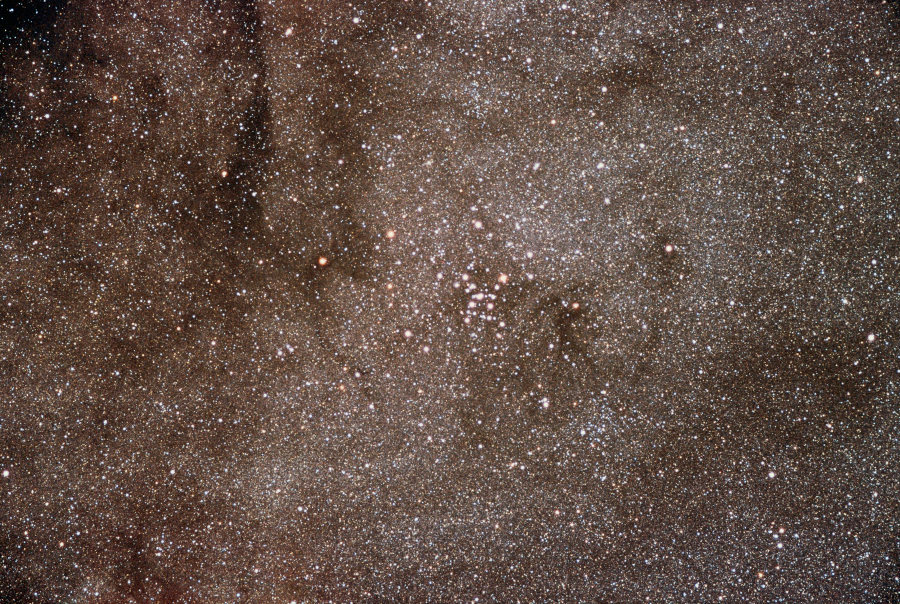
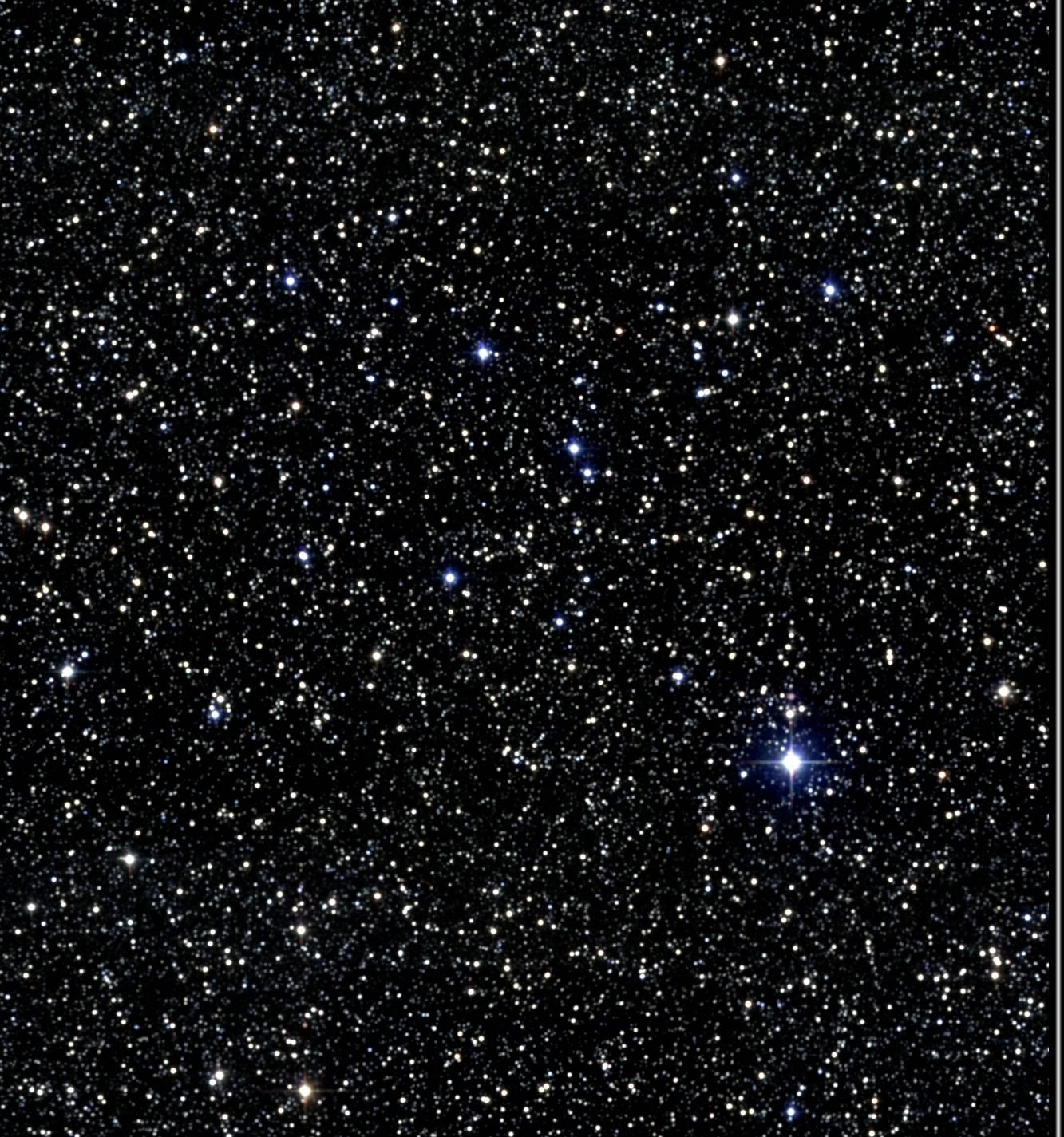
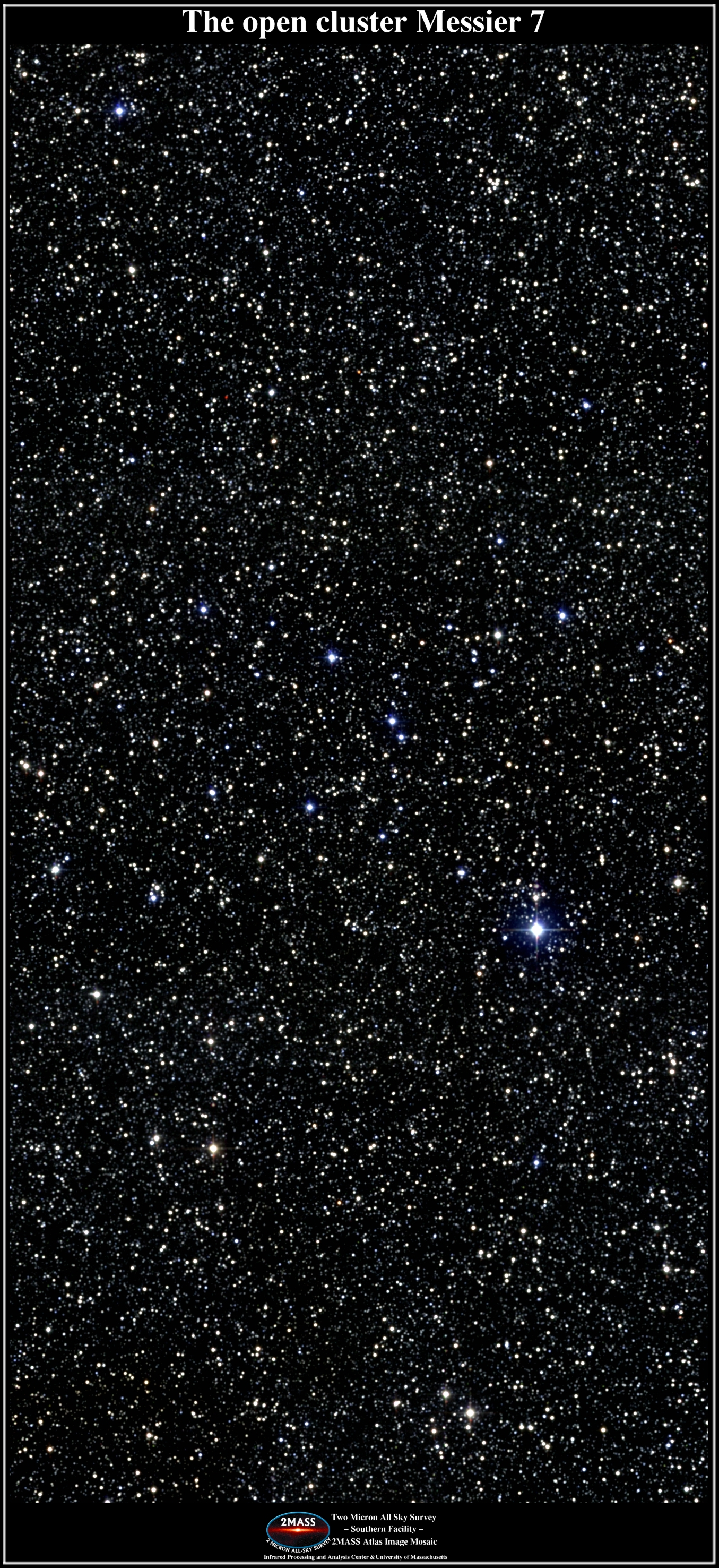
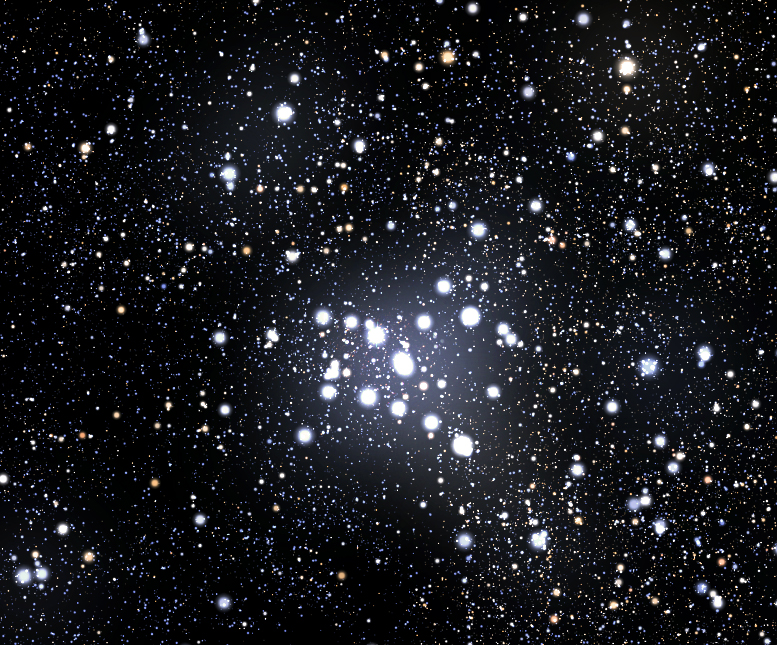